# Coyote Jo Bastard
Coyote Jo Bastard de son vrai prénom Jonathan, est un rappeur et auteur-compositeur-interprète français. Originaire du 17ᵉ arrondissement de Paris, il se distingue par ses influences trap et sa capacité à allier les sonorités américaines et françaises.

## Biographie

### Enfance et jeunesse
Jonathan grandit dans le 17ᵉ arrondissement de Paris.

### Carrière

#### La Mort Avant la vieetBastard AlchemistetL'Enfer avant le Paradis(2016-2017)
Le 4 janvier 2016, il sort sa première mixtape intitulé La Mort Avant la vie, composé de 11 titres avec collaborations avec différents artistes tels que Cheu-B, Leto et Malc,.
Le 30 avril de la même année, il publie son EP Bastard Alchemist, un projet en commun avec le beatmaker Ghost Killer Track composé de 7 morceaux.
Le 19 mai 2017, il sort son deuxième EP L'Enfer Avant le Paradis, composée de 13 titres dont des collaborations avec Sfera Ebbasta, Leto, Izi, Youv Dee, Realogenius et Aladin 135,.

#### HoodboyetOnly FansetCNLPG(2020)
En 2020, Coyote Jo Bastard publie Hoodboy, un morceau qui rencontre un succès notable avec plus de 700 000 vues. Un mois après, il dévoile un remix en collaboration avec le rappeur italien Sfera Ebbasta. Ce remix, accompagné d'un clip animé réalisé par Samy La Crapule, a été certifié disque d'or en Italie.
Le 17 décembre 2020, Coyote Jo Bastard sort son EP Only Fans et collabore avec des artistes comme Leto, Laylow et Guy2Bezbar. Lors d'une interview pour le Mouv', il revient sur son parcours, notamment son voyage à New York, où il rencontre l'A$AP Mob, influençant dans son approche musicale. Il évoque aussi son quartier, le 17ᵉ arrondissement de Paris, et l'impact des groupes comme PSO Thug et XV Barbar sur le rap français,.
En mai 2022, Coyote Jo Bastard sort son quatrième projet intitulé CNLPG (pour C’est Nous Les Plus Gang), un EP de 10 titres marqué par une forte ouverture internationale. Chaque morceau propose une collaboration avec des artistes de trois continents, comme le Nigérian Ria Sean ou l’Argentin Bhavi. Ce projet, pensé comme un carnet de voyage musical, mêle argot inventif et énergie universelle, et illustre son ambition de fusionner des influences mondiales tout en restant fidèle à ses racines camerounaises et parisiennes.

#### Divers singles (depuis 2023)
En 2024, Coyote Jo Bastard marqué son retour avec Royal Cheese, un morceau mélodique produit par Jack Lean et Jedai. Le clip, réalisé par Keasy, met en scène le rappeur parisien dans un univers luxueux, renforçant son style visuel.
En 2024, Coyote Jo Bastard a dévoilé le clip de son morceau Everyday, un titre marquant de sa série de freestyles Brrr – Baby Bando. Tourné dans un style vintage avec des images VHS, le visuel immerge le rappeur dans l'effervescence de New York, une ville qui nourrit son univers artistique. Produit par Junior, l’instrumentale au piano met en valeur le flow distinctif de Coyote, consolidant son influence franco-américaine.
En juin 2024, Coyote Jo Bastard s'associe à DD Osama, jeune talent de Harlem, pour le titre Magic. Ce morceau, résolument drill, déploie une énergie brute et percutante, mêlant les styles des deux artistes. Le clip, rythmé par des plans rapides et chaotiques, incarne les codes visuels propres au genre.

## Discographie

### Singles
| Année | Titre                                | Meilleure position | Meilleure position | Certifications      | Album                    |
| Année | Titre                                | FR                 | ITA                | Certifications      | Album                    |
| ----- | ------------------------------------ | ------------------ | ------------------ | ------------------- | ------------------------ |
| 2016  | Daddy (avec Sfera Ebbasta & Leto)    | —                  | —                  | —                   | L'Enfer Avant le Paradis |
| 2017  | GANG4NG                              | —                  | —                  | —                   | L'Enfer Avant le Paradis |
| 2017  | Buteur                               | —                  | —                  | —                   | —                        |
| 2017  | Maria                                | —                  | —                  | —                   | —                        |
| 2018  | Allo                                 | —                  | —                  | —                   | —                        |
| 2018  | Toussa Toussa                        | —                  | —                  | —                   | —                        |
| 2019  | Ouyah                                | —                  | —                  | —                   | —                        |
| 2019  | Jeff Hardy (avec Youv Dee)           | —                  | —                  | —                   | —                        |
| 2019  | Appolo                               | —                  | —                  | —                   | —                        |
| 2019  | U Digg                               | —                  | —                  | —                   | —                        |
| 2019  | S&S                                  | —                  | —                  | —                   | —                        |
| 2019  | Miroir (avec Key Largo & Roshi)      | —                  | —                  | —                   | —                        |
| 2020  | Muchas Gracias                       | —                  | —                  | —                   | —                        |
| 2020  | Somme                                | —                  | —                  | —                   | —                        |
| 2020  | Hoodboy                              | —                  | —                  | —                   | —                        |
| 2020  | Hoodboy (Remix) (avec Sfera Ebbasta) | —                  | —                  | - Italie (FIMI): Or | —                        |
| 2020  | Fusil                                | —                  | —                  | —                   | —                        |
| 2020  | Shoot (avec Leto)                    | —                  | —                  | —                   | Only Fans                |
| 2021  | Secure The Bag                       | —                  | —                  | —                   | Only Fans                |
| 2021  | LMDP                                 | —                  | —                  | —                   | —                        |
| 2021  | VOVO                                 | —                  | —                  | —                   | —                        |
| 2022  | Booska CNLPG                         | —                  | —                  | —                   | —                        |
| 2022  | Tchagala (avec Bhavi)                | —                  | —                  | —                   | CNLPG                    |
| 2022  | FAFA (avec DrefGold)                 | —                  | —                  | —                   | CNLPG                    |
| 2023  | Royal Cheese - Baby Bendo #1         | —                  | —                  | —                   | —                        |
| 2023  | Brrr - Baby Bendo #2                 | —                  | —                  | —                   | —                        |
| 2024  | Fier                                 | —                  | —                  | —                   | —                        |
| 2024  | Toujours+                            | —                  | —                  | —                   | —                        |
| 2024  | Everyday                             | —                  | —                  | —                   | —                        |
| 2024  | Magic (avec DD Osama)                | —                  | —                  | —                   | —                        |
| 2024  | Website                              | —                  | —                  | —                   | —                        |